# Cryptoniem
Een cryptoniem is hetzelfde als een cryptogram, maar dan is de omschrijving maar één woord. Wel kan het woord uit meerdere woorden bestaan. Bijvoorbeeld brandweerauto bestaat uit brandweer en auto. Omdat de omschrijving maar één woord is, moet vanaf de omschrijving naar de oplossing een synoniem zijn, maar van de oplossing naar de omschrijving mag geen synoniem zijn. Zo is bijvoorbeeld 'chef' wel een 'hoofd' (baas), maar een 'hoofd' is geen chef.
Voorbeeld van cryptoniem:
- Een bijrijder  rijdt in een auto. Omdat hij er bij zit, is het een maat (bijrijder → automaat)